# 柯桥区
柯桥区是中华人民共和国浙江省绍兴市市辖区。柯桥区也是中国大陆经济发达的县级行政区，其综合竞争力2010年位居浙江省第二位，全国百强县（市）第五位。2024年位居全国综合实力百强区第八位。地理上，柯桥区东与越城区交界，东北部和东南部与上虞区交界，南部和西南部分别与嵊州市、诸暨市交界，西北部与杭州市萧山区交界，东北部一角濒杭州湾，与杭州市钱塘区交界，区域面积为1196平方公里。工业以纺织、印染为主。商业以纺织品批发为主，是亚洲最大的布市场集散地。
2013年10月国务院批复同意撤销绍兴县，设立绍兴市柯桥区，以原绍兴县（不含孙端镇、陶堰镇、富盛镇）的行政区域为柯桥区的行政区域，柯桥区人民政府驻柯橋街道群贤路1661号。

## 行政区划

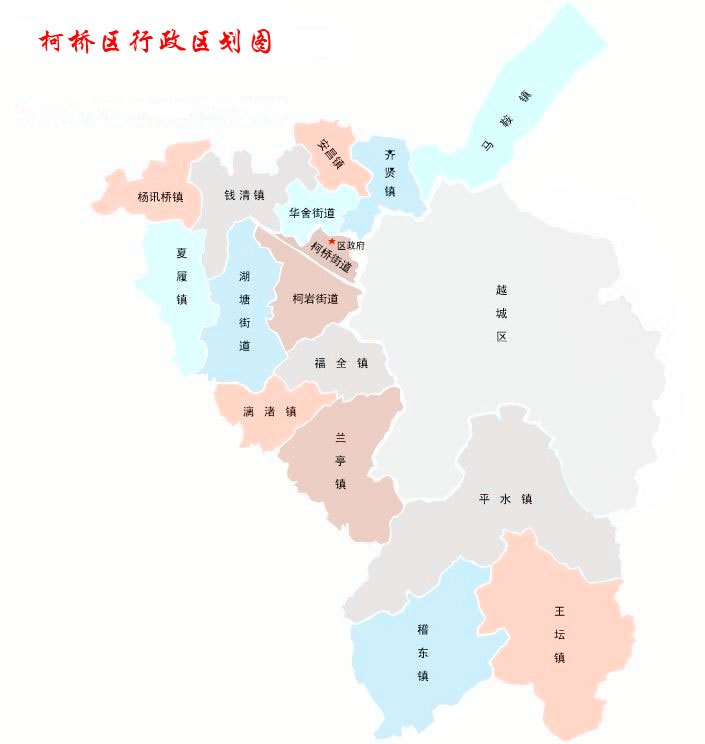
柯桥区区划地图

柯桥区下辖11个街道办事处、5个镇：
柯桥街道、柯岩街道、华舍街道、湖塘街道、齐贤街道、福全街道、安昌街道、兰亭街道、钱清街道、杨汛桥街道、马鞍街道、平水镇、王坛镇、稽东镇、漓渚镇和夏履镇。

## 人口
2020年第七次全国人口普查中，全区常住人口为1098859人（该数据截止2020年10月31日）。

## 經濟
2007年中国百强县排名第六。柯桥、杨汛桥两镇居民户均固定资产超过120万元，居浙江省首位。2009年实现GDP655.26亿元，（户籍）人均GDP超过1.3万美元。

## 交通
- 萧甬铁路：钱清站
- 绍兴轨道交通： █ 1号线、 █ 2号线

## 物产与特色产业

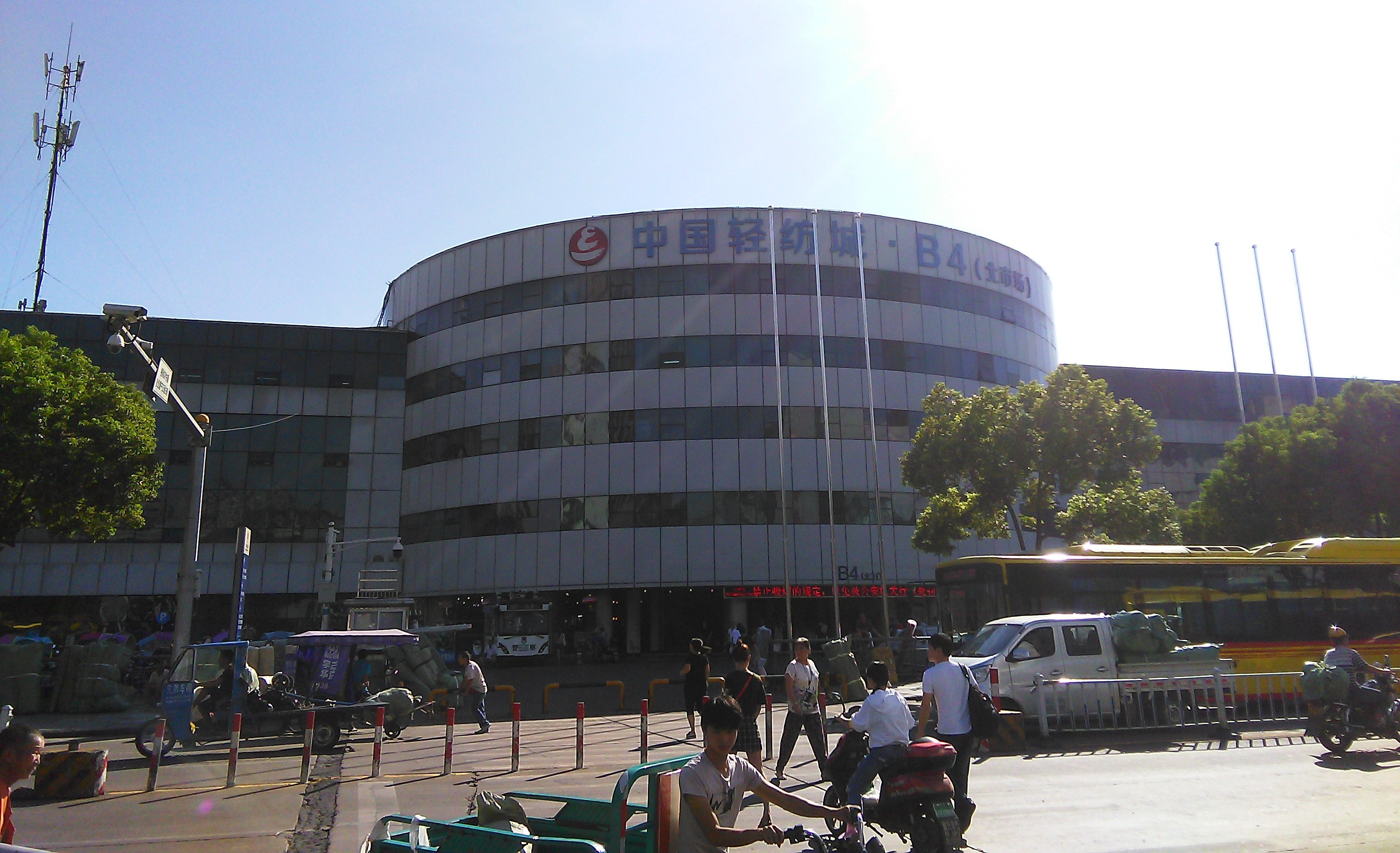
中国轻纺城B4楼

柯桥区工业极其发达，2009年原绍兴县工业总产值达到2372.27亿元，1999年达到小康县标准；2007年成为浙江省第二个全面小康县；2008年原绍兴县提出在2015年前达到城乡一体化。城市化程度高达33%，主要以纺织业，酿酒业，钢结构工业为主。有市值超过100亿企业3个，超过50亿企业16个，超过1亿企业820个。是一个工业富裕的县。柯桥区酿酒业发达，有会稽山、塔牌等全国著名品牌。纺织业是工业支柱，占全球纺织品交易额的65%，柯桥的中国轻纺城是亚洲最大的纺织产业集散地，全球最大的轻纺贸易中心，日均客流量逾10万人次。2009年实现出口60.00亿美元，出口总额居全省之首。